# نادي شباب الخيام
نادي شباب الخيام  هو نادٍ رياضي مغربي من مدينة أكادير. يمارس في دوري الدرجة الثانية المغربي ، تأسس النادي سنة 1989